# Laura Lepistö
Laura Lepistö (ur. 25 kwietnia 1988 w Espoo) – fińska łyżwiarka figurowa, startująca w konkurencji solistek. Brązowa medalistka mistrzostw świata (2010), mistrzyni Europy (2009), medalistka zawodów z cyklu Grand Prix oraz dwukrotna mistrzyni Finlandii (2008, 2010). Zakończyła karierę sportową 25 marca 2012 roku.
W 2009 roku Lepistö została pierwszą fińską solistką, która zdobyła tytuł mistrzowski (mistrzostwo Europy 2009), zaś w 2010 roku pierwszą fińską solistką, która wywalczyła medal mistrzostw świata (brąz).
Ma starszą siostrę Kaisę, która również uprawiała łyżwiarstwo figurowe.

## Osiągnięcia
| Zawody                                | 02–03          | 03–04          | 04–05          | 05–06          | 06–07          | 07–08          | 08–09          | 09–10          |                |                |                |                |                |                |                |                |                |
| Międzynarodowe                        | Międzynarodowe | Międzynarodowe | Międzynarodowe | Międzynarodowe | Międzynarodowe | Międzynarodowe | Międzynarodowe | Międzynarodowe | Międzynarodowe | Międzynarodowe | Międzynarodowe | Międzynarodowe | Międzynarodowe | Międzynarodowe | Międzynarodowe | Międzynarodowe | Międzynarodowe |
| ------------------------------------- | -------------- | -------------- | -------------- | -------------- | -------------- | -------------- | -------------- | -------------- | -------------- | -------------- | -------------- | -------------- | -------------- | -------------- | -------------- | -------------- | -------------- |
| Igrzyska olimpijskie                  |                |                |                |                |                |                |                | 6              |                |                |                |                |                |                |                |                |                |
| Mistrzostwa świata                    |                |                |                |                |                | 8              | 6              | 3              |                |                |                |                |                |                |                |                |                |
| Mistrzostwa Europy                    |                |                |                |                |                | 3              | 1              | 2              |                |                |                |                |                |                |                |                |                |
| GP Cup of China                       |                |                |                |                |                |                | 3              |                |                |                |                |                |                |                |                |                |                |
| GP NHK Trophy                         |                |                |                |                |                | 5              | 5              | 5              |                |                |                |                |                |                |                |                |                |
| GP Skate Canada International         |                |                |                |                |                | 7              |                | 3              |                |                |                |                |                |                |                |                |                |
| Nebelhorn Trophy                      |                |                |                |                |                | 3              | 2              |                |                |                |                |                |                |                |                |                |                |
| Finlandia Trophy                      |                |                |                |                |                | 4              | 2              | 2              |                |                |                |                |                |                |                |                |                |
| Mistrzostwa nordyckie                 |                |                |                |                |                | 2              |                |                |                |                |                |                |                |                |                |                |                |
| Międzynarodowe: Kategorie młodzieżowe |                |                |                |                |                |                |                |                |                |                |                |                |                |                |                |                |                |
| Mistrzostwa świata juniorów           |                |                |                | 9              | 7              |                |                |                |                |                |                |                |                |                |                |                |                |
| JGP w Andorze                         |                |                |                | 3              |                |                |                |                |                |                |                |                |                |                |                |                |                |
| JGP w Bułgarii                        |                | 12             |                | 4              |                |                |                |                |                |                |                |                |                |                |                |                |                |
| JGP w Chorwacji                       |                | 8              |                |                |                |                |                |                |                |                |                |                |                |                |                |                |                |
| JGP w Czechach                        |                |                |                |                | 5              |                |                |                |                |                |                |                |                |                |                |                |                |
| JGP w Rumunii                         |                |                | 9              |                |                |                |                |                |                |                |                |                |                |                |                |                |                |
| JGP w Serbii                          |                |                | 1              |                |                |                |                |                |                |                |                |                |                |                |                |                |                |
| Gardena Spring Trophy                 | 2 J            |                |                |                |                |                |                |                |                |                |                |                |                |                |                |                |                |
| Warsaw Cup                            | 1 J            |                |                | 1 J            |                |                |                |                |                |                |                |                |                |                |                |                |                |
| Mistrzostwa nordyckie                 |                | 3 J            | 2 J            | 2 J            | 2 J            |                |                |                |                |                |                |                |                |                |                |                |                |
| Krajowe                               |                |                |                |                |                |                |                |                |                |                |                |                |                |                |                |                |                |
| Mistrzostwa Finlandii                 | 1 J            | 5 J            | 1 J            | 4              | 2              | 1              | 2              | 1              |                |                |                |                |                |                |                |                |                |
| Zawody zespołowe                      |                |                |                |                |                |                |                |                |                |                |                |                |                |                |                |                |                |
| Japan Open                            |                |                |                |                |                |                |                | 1 T 2 P        |                |                |                |                |                |                |                |                |                |